# De labyrintrenner
De labyrintrenner (Engels: The Maze Runner) is een sciencefictionboek van de Amerikaanse schrijver James Dashner. Het maakt deel uit van de labyrintrenner-trilogie. James Dashner heeft ook twee prequels geschreven, waarin wordt uitgelegd wat er vooraf is gegaan aan de avonturen van de jongens in het labyrint.

## Verhaal
Thomas wordt zonder herinneringen wakker in een roestige lift, later herinnert hij zich alleen zijn naam. De lift brengt hem naar boven naar een wereld omringd door grote grijze muren, het labyrint. Een zestigtal tienerjongens zijn daar op dezelfde manier gekomen en hebben geleerd te overleven in een volledig gesloten omgeving, levend van de landbouw. Elke dertig dagen komt er een nieuwe jongen omhoog in de roestige lift, elke week komen er voorraden omhoog. 
De oorspronkelijke groep is al drie jaar op zoek naar een manier om te ontsnappen door het labyrint dat hun leefruimte omringt. De besten worden de Renners die overdag een weg zoeken in het doolhof (The Maze) maar voor de nacht valt terug moeten keren omdat dan de poorten gesloten worden. Tot nu toe heeft nog niemand een nacht in het doolhof overleefd, tot Thomas zich opoffert en Minho, de Keeper van de Renners, en Alby probeert te redden. Thomas en Minho komen levend en wel uit het labyrint, ze hadden zelfs een van de grievers, de monsters in het labyrint, gedood. De meeste jongens vonden Thomas een held, maar sommigen vonden het uiterst vreemd. Niemand had een nacht overleefd in het doolhof en Thomas zat er amper een dag.
Op een dag komt er een meisje met de lift omhoog. Dan blijkt zij de allerlaatste te zijn die ooit met de lift zal komen. Ze moeten nu wel een uitweg vinden uit het labyrint, want de deuren sluiten niet meer en de grievers nemen een voor een jongens mee. Als de jongeren kunnen ontsnappen, blijken ze deel uit te maken van een experiment van WICKED en lijkt het alsof de wereld waarin ze terugkeren vernietigd is door een epidemie genaamd de Vuring.

## Verfilming
Het boek werd verfilmd in 2014. De film The Maze Runner kwam op 11 september 2014 in de bioscoop. 